# The Following
The Following är en amerikansk dramaserie som började visas den 21 januari 2013 på Fox. Serien är skapad av Kevin Williamson.
Den 7 mars 2014 förnyades serien för säsong 3.

## Rollista (i urval)
- Kevin Bacon – Ryan Hardy
- James Purefoy – Joe Carroll
- Natalie Zea – Claire Matthews
- Annie Parisse – Debra Parker
- Shawn Ashmore – Mike Weston
- Valorie Curry – Emma Hill
- Nico Tortorella – Jacob Wells
- Adan Canto – Paul Torres
- Kyle Catlett – Joey Matthews
- Jessica Stroup – Max Hardy
- Tiffany Boone – Mandy
- Michael Ealy – Theo